# Jules Marie
Jules Marie, né le 1er septembre 1991 à Caen, est un joueur de tennis français, professionnel de 2011 à 2025, un joueur de padel et un vidéaste.

## Carrière

### 2004-2011: jeunesse et carrière junior
En 2004, il est inscrit au club de tennis de Mondeville et classé 15/3 à l'âge de 13 ans. En 2009, classé -4/6, il se qualifie pour les championnats de France 17-18 ans de tennis à Roland Garros, avant de rejoindre le tennis-club de Caen la même année.
Classé -30 en 2010, il contribue au titre de championne du monde de l'équipe de France universitaire de tennis, par une victoire en simple et une en double en finale contre les États-Unis. Il termine l'année à la 780e place du classement ATP.

### 2012-2013: premier titre en Future et première participation aux qualifications d'un Grand Chelem
En 2012, il remporte son premier Futures à Fujairah au Émirats arabes unis face à Roberto Marcora (6-2, 2-6, 6-3), suivi d'un deuxième en Arabie saoudite contre Antoine Escoffier (6-1, 6-4). En septembre, il remporte son troisième titre de la saison en Grande-Bretagne face à Tom Burn (6-3, 6-3). La même année, il obtient une licence de STAPS à l'université de Caen-Normandie tout en remportant le championnat de France universitaire de tennis.
En 2013, il gagne également trois Futures, deux au Portugal et un en Croatie. Il obtient une wild card pour les qualifications du tournoi de Roland-Garros, alors 296e mondial, mais il perd dès le premier tour contre Dušan Lajović (6-0, 7-5).

### 2014-2015: cinq titres Futures et participation aux qualifications de Roland-Garros
En 2014, classé 262e mondial, il est sélectionné comme partenaire d'entrainement pour le Masters de tennis masculin à Londres, où il entraine notamment son idole Roger Federer. Il remporte en juillet 2014 un titre en Serbie en prenant le meilleur sur Miki Jankovic (6-3, 6-4). En août, il gagne encore un tournoi en Serbie en battant cette fois Dino Marcan (6-2, 4-6, 6-3). La semaine suivante, il s'impose à nouveaux lors d'un Future en Iran contre Dino Marcan (6-1, 6-4). Il termine sa saison par une victoire en Norvège face à  Yannick Mertens (6-0, 6-2). Fin 2014, il lance une campagne de financement participatif pour financer un déplacement pour plusieurs tournois en Australie mais il échoue à être sélectionné, pour quelques places, à l'Open d'Australie.
En mai 2015, il participe aux qualifications de Roland-Garros, il y est éliminé au premier tour par l'Espagnol Jordi Samper-Montana en trois sets (5-7, 6-3, 6-4). À la fin de l'année 2015, alors à la 228e place du classement ATP, il décide d'abandonner le circuit international trop coûteux. Il se limite alors aux tournois français, suit des études de kiné et donne des cours de tennis dans le club de Montrouge, puis en tant qu'indépendant.

### 2019-2022: victoire à l'Open de Caen et création d'une chaîne YouTube
Ayant été finaliste de l'Open de Caen remporté en décembre 2019 par Jo-Wilfried Tsonga, après avoir battu plusieurs joueurs du top 100, Grégoire Barrère, Pablo Andujar puis Benoît Paire, il décide de reprendre le circuit international, mais la pandémie de Covid-19 contrarie ses projets. Avec son frère jumeau Arthur, il crée une chaine YouTube de tennis, d'abord dédiée à des tutoriels, puis à ses matches. Il engage également un vidéaste, Baptiste Dupont, qui travaille à plein-temps pour filmer et monter ses vidéos pour YouTube.
Sa victoire à l'Open de Caen en décembre 2021,, où il bat notamment David Goffin, 39e joueur mondial, alors qu'il est lui-même classé 821e, confirme ses ambitions de reprendre le circuit ATP. Alors que sa chaine YouTube est suivie par plus de 50 000 abonnés, il signe un partenariat avec la marque de vêtements Celio en 2022. Cette année 2022 est marquée par plusieurs blessures et il finit à la 488e place du classement ATP.

### 2023-2024: six titres en Future et premières demi-finales en Challenger, sommet de sa carrière
En avril 2023, il remporte deux titres ITF, le premier à Montréal en s'imposant face à Strong Kirchheimer (7-5, 6-0) et le second à Nottingham en battant Daniel Cox (6-3, 6-3). En juillet, il décroche deux titres en Future, l'un à Ajaccio en Corse face à Lucas Poullain (6-4, 6-4) et l'autre à Porto au Portugal en éliminant Kenny de Schepper (6-2, 4-6, 7-63). À la suite de cette victoire, il reçoit une wild card pour le Challenger de Porto, où il atteint les demi-finales qu'il perd face à João Sousa (7-64, 6-0). En septembre, une blessure à la cheville survenue lors du premier tour tournoi de Mouilleron-le-Captif l'écarte des courts pendant plus d'un mois. Ce mois-là, sa chaine YouTube franchit les 100 000 abonnés. En décembre, il remporte le tournoi de Zahra au Koweit face à Elgin Khoeblal (6-2, 6-1). Ce titre lui permet d'être sélectionné pour les qualifications de l'Open d'Australie et de terminer la saison à son meilleur classement ATP, la 226e place mondiale .
En janvier 2024, lors des qualifications de l'Open d'Australie, il élimine Benoît Paire (7-66, 6-4) au premier tour, ce qui constitue sa première victoire en qualification de grand chelem. Il se fait éliminer au deuxième tour par Alexander Ritschard en trois sets (63-7, 6-3, 6-2).
En février, il participe au Challenger 75 de Tenerife II, où il atteint la demi-finale qu'il perd contre l'Italien Stefano Travaglia (6-2, 6-3), mais qui lui permet d'atteindre les portes du top 200 ATP. En mai, il participe aux qualifications de Roland-Garros, 9 ans après sa dernière apparition, il affronte son compatriote Titouan Droguet et s'incline en deux sets (64-7, 3-6). 
Le 24 juin, il obtient in-extremis sa place aux qualifications de Wimbledon, en remplaçant Calvin Heremy à seulement 10 minutes du début du match. Mais s'incline à nouveau contre un compatriote français, Luca Van Assche (6-1, 3-6, 7-6). Le 7 juillet, il conserve son titre à Ajaccio face à l'Australien Blake Ellis (6-2, 6-4).
De nouveau alternate pour l'US Open, il manque cette fois la qualification à 2 places près, après avoir subi un canular lui faisant croire qu'il allait jouer. Il retombe alors à la 290e place ATP.

### 2025: Fin de carrière sur le circuit international. Poursuite en padel
Début 2025, alors que son compte YouTube est suivi par 130 000 personnes, il annonce faire une pause dans sa carrière professionnelle internationale au tennis, tout en indiquant son intérêt pour le coaching et le padel. Il confirme début mars l'arrêt de sa carrière sur le circuit ATP, Cela ne l'empêche pas de continuer à disputer des tournois nationaux . En avril, il atteint la finale de l'open de Guindé, qu'il perd face à Manuel Guinard. Parallèlement, ce même-mois d'avril, en padel, il occupe la 242ᵉ place du classement français. Avec une dizaine de compétitions disputées, il affiche un bilan de 4 victoires en P500 et 5 podiums dont 4 finales. Son objectif est de figurer parmi les dix meilleurs joueurs français dans les trois ans.

## Palmarès

### TournoisITF

#### En simple (19/15)
| Résultat | Date           | Tournoi                      | Surface      | Adversaire             | Score          |
| -------- | -------------- | ---------------------------- | ------------ | ---------------------- | -------------- |
| Victoire | Mars 2012      | M10 United Arab Emirates F14 | Dur          | Roberto Marcora        | 6-2, 2-6, 6-3  |
| Victoire | Avril 2012     | M10 Saudi Arabia F1          | Dur          | Antoine Escoffier      | 6-1, 7-67      |
| Défaite  | Avril 2012     | M10 Qatar F1                 | Dur          | Abdullah Maqdes        | 1-6, 6-2, 4-6  |
| Défaite  | Juillet 2012   | M10 Spain F19                | Dur          | Brydan Klein           | 2-6, 2-6       |
| Défaite  | Août 2012      | M10 Turkey F23               | Dur          | Yannick Jankovits      | 2-6, 7-62, 0-6 |
| Victoire | Septembre 2012 | M10 Great Britain F14        | Dur          | Tom Burn               | 6-3, 6-3       |
| Victoire | Février 2013   | M15 Croatia F2               | Dur          | Adrian Sikora          | 6-2, 2-6, 6-2  |
| Victoire | Mars 2013      | M10 Portugal F4              | Dur          | Leonardo Tavares       | 6-4, 3-6, 6-4  |
| Défaite  | Mars 2013      | M10 Turkey F11               | Dur          | Gerard Granollers      | 2-6, 0-6       |
| Défaite  | Avril 2013     | M10 Turkey F17               | Dur          | Tiago Fernandes        | 5-7, 3-6       |
| Défaite  | Mai 2013       | M10 Turkay F18               | Dur          | Marsel İlhan           | 1-6, 2-6       |
| Victoire | Juin 2013      | M10 Portugal F8              | Dur          | Riccardo Ghedin        | 6-3, 2-6, 6-3  |
| Victoire | Juillet 2014   | M10 Serbia F4                | Terre battue | Miki Jankovic          | 6-3, 6-4       |
| Victoire | Août 2014      | M10 Serbia F9                | Terre battue | Dino Marcan            | 6-2, 4-6, 6-3  |
| Victoire | Août 2014      | M10 Iran F8                  | Terre battue | Alexis Musialek        | 5-7, 6-2, 6-4  |
| Défaite  | Août 2014      | M10 Iran F9                  | Terre battue | Alexis Musialek        | 5-7, 0-6       |
| Victoire | Novembre 2014  | M15 Norway                   | Dur          | Yannick Mertens        | 6-0, 6-2       |
| Victoire | Février 2015   | M15 Iran F4                  | Dur          | Grega Zemlja           | 6-1, 6-4       |
| Défaite  | Avril 2015     | M15 Iran F5                  | Dur          | Grega Zemlja           | 3-6, 3-6       |
| Défaite  | Mars 2018      | M15 France                   | Dur          | Elmar Ejupovic         | 5-7, 4-6       |
| Victoire | Août 2018      | M15 Belgium F6               | Terre battue | Maxime Chazal          | 7-5, 7-63      |
| Victoire | Janvier 2020   | M15+H Bagnoles-de-l'Orne     | Terre battue | Matteo Martineau       | 6-3, 6-4       |
| Défaite  | Juin 2022      | M25 Martos                   | Terre battue | Alberto Barroso Campos | 4-6, 2-6       |
| Défaite  | Février 2023   | M25 Bath                     | Dur          | Henri Squire           | 3-6, 3-6       |
| Victoire | Mars 2023      | M25 Montreal                 | Dur          | Strong Kirchheimer     | 7-5, 6-0       |
| Victoire | Avril 2023     | M25 Nottingham               | Dur          | Daniel Cox             | 6-3, 6-3       |
| Défaite  | Mai 2023       | M25 Nottingham               | Dur          | George Loffhagen       | 65-7, 2-6      |
| Victoire | Juillet 2023   | M25+H Ajaccio                | Dur          | Lucas Poullain         | 6-4, 6-4       |
| Victoire | Juillet 2023   | M25 Porto                    | Dur          | Kenny de Schepper      | 6-2, 4-6, 7-63 |
| Défaite  | Novembre 2023  | M25 Vale do Lobo             | Dur          | Khumoyun Sultanov      | 4-6, 611-7     |
| Défaite  | Novembre 2023  | M25 Heraklion                | Dur          | Valentin Royer         | 3-6, 5-7       |
| Victoire | Décembre 2023  | M15 Zahra                    | Dur          | Elgin Khoeblal         | 6-2, 6-1       |
| Défaite  | Mars 2024      | M25 Loule                    | Dur          | Adria Soriano Barrera  | 3-6, 2-6       |
| Victoire | Juillet 2024   | M25+H Ajaccio                | Dur          | Blake Ellis            | 6-2 6-4        |

## Parcours dans les tournois duGrand Chelem

### En simple
| Année | Open d'Australie | Open d'Australie    | Internationaux de France | Internationaux de France | Wimbledon | Wimbledon       | US Open | US Open |
| ----- | ---------------- | ------------------- | ------------------------ | ------------------------ | --------- | --------------- | ------- | ------- |
| 2013  | —                | —                   | Q1                       | Dušan Lajović            | —         | —               | —       | —       |
|       |                  |                     |                          |                          |           |                 |         |         |
| 2015  | —                | —                   | Q1                       | Jordi Samper Montaña     | —         | —               | —       | —       |
|       |                  |                     |                          |                          |           |                 |         |         |
| 2024  | Q2               | Alexander Ritschard | Q1                       | Titouan Droguet          | Q1        | Luca Van Assche | —       | —       |

N.B. : à droite du résultat se trouve le nom de l'ultime adversaire.

## Classements ATP en fin de saison
| Année          | 2010 | 2011 | 2012 | 2013 | 2014 | 2015 | 2016 | 2017 | 2018 | 2019 | 2020 | 2021 | 2022 | 2023 | 2024 |
| Rang en simple | 845  | 1013 | 325  | 288  | 271  | 551  | –    | 1043 | 710  | –    | 833  | 818  | 495  | 245  | 291  |
| Rang en double | 1152 | –    | 1006 | 919  | 967  | 877  | –    | –    | 1510 | –    | –    | –    | –    | 1645 | –    |

Source : (en) Classements de Jules Marie sur le site officiel de la Fédération internationale de tennis